# Операция Еделвайс
Операция „Еделвайс“ (на немски: Operation Edelweiß) е сборът от по-малки бойни операции срещу СССР, планирани от германското главно командване през Втората световна война за овладяване на източното крайбрежие на Черно море, кавказките проходи и Азърбайджан.
Общият план е изложен на 23 юли 1942 г. (след завладяването на Източна Украйна) в директива № 45 на Адолф Хитлер до частите на Вермахта на южния фланг на Източния фронт. С изпълнението му е натоварена група армии „А“, начело с генерал-фелдмаршал Вилхелм Лист. Съгласно плана тя трябва да бъде разделена на две оперативни групи. Едната трябва да овладее поречието на Кубан и западнокавказките проходи, както и пристанищата, останали на разположение на съветския Черноморски флот след падането на Севастопол в началото на юли. Втората оперативна група трябва да овладее района на Грозни и, подсигурявайки фланговете си, да достигне Баку и нефтените полета около Каспийско море.
Лист пристъпва към изпълнение на „Еделвайс“ в края на юли. Резултат от това е 14-месечната битка за Кавказ, която завършва с неуспех за Германия.